# Ziggy (personaje)
Ziggy es un personaje creado por el dibujante Tom Wilson. Este fue originalmente inspirado en el cómic "Zigfried Schlump" dibujado por un estudiante universitario con el pseudónimo "clawmute" en la Universidad de Akron, en Ohio. Craig Yoe, un empleado de American Greetings en ese momento, recogió algunos de estos y se los mostró a Tom Wilson, quien transformó a Ziggy en el personaje que es en el presente. 
Ziggy es un pequeño, calvo, sin pantalones y descalzo, casi sin rasgos de carácter (salvo por su gran nariz), que parece no tener trabajo, aficiones, o pareja romántica, solo un gran número de animales de compañía: Fuzz, un pequeño perro blanco, Sid, un gato con miedo a los ratones, Josh, un loro desalentador; Goldie, un pez, y Wack, un pato. Frecuentemente Ziggy se encuentra en situaciones arbitrarias y algo surrealistas que siempre terminan mal para él. En otras ocasiones se realizan varias referencias respecto de las computadoras y la vida y sociedad modernas, territorio común de las tiras de prensa.
Ziggy apareció por primera vez en 1968 en la colección Cuando tú no estás, publicado por American Greetings. Luego apareció como protagonista de la historieta homónima que apareció por primera vez en junio de 1971, distribuida por Universal Press Syndicate. Desde 1987, Tom Wilson II ha dibujado la tira. 
En 1981 se produjo "El regalo de Ziggy", un especial de Navidad para televisión, el cual ganó un Premio Emmy. Además, gran cantidad de mercancía ha sido producida en base al personaje, con artículos tales como calendarios, libros (originales y recopilaciones), figurines y juguetes entre otros

## Ziggy en la cultura popular
En el episodio de Seinfeld, "La Caricatura", Elaine Benes publica una caricatura que involuntariamente plagiariza al personaje.
En un episodio de Padre de Familia, se da a conocer que Brian tiene un tatuaje de Ziggy.
En el episodio "Pinceles con Alma" de Los Simpson, Cástulo Smithers se encuentra leyéndole en voz alta un típico cómic de Ziggy al Sr. Burns diciendo: "Entonces, Ziggy va al taller de reparaciones ... encuentra un signo en la puerta de salida, ¡Fuera de servicio!" "¡Ah, Ziggy!", dice el Sr. Burns sonríendo, "¿Es que nunca vas a ganar?"